# Jari
Jari là một đô thị thuộc bang Rio Grande do Sul, Brasil. Đô thị này có diện tích 856,459 km², dân số năm 2007 là 3692 người, mật độ 4,31 người/km².